# Père Jacques
Père Jacques (născut Lucien Bunel; n. 29 ianuarie 1900, Barentin, Haute-Normandie, Franța – d. 2 iunie 1945, Linz, Austria) a fost un călugăr carmelit desculț francez. În timpul ocupației naziste a primit trei copii evrei în mănăstirea din Avon⁠(en)[traduceți], pentru a-i salva de la exterminare. În data de 15 ianuarie 1944 a fost arestat de Gestapo împreună cu copiii evrei.
După mai multe interogatorii, a fost trimis în Lagărul de exterminare Mauthausen. La plecarea din Avon, ca deținut, i-a salutat pe elevii internatului unde era profesor, adunați întâmplător în curtea școlii, spunându-le „La revedere, copii”, la care aceștia au răspuns la unison „La revedere, părinte” și l-au aplaudat. Această scenă a inspirat titlul filmului Au revoir les enfants⁠(en)[traduceți], realizat de Louis Malle, premiat în 1987 cu Leul de Aur la Festivalul de Film de la Veneția.
Père Jacques a murit de tuberculoză în 2 iunie 1945, cântărind doar 34 de kilograme, după ce a fost mutat în Lagărul de concentrare Dachau, iar de acolo la Linz.
În 1985 institutul Yad Vashem l-a numit Drept între popoare.
Procesul său de beatificare este în curs.